# 야특

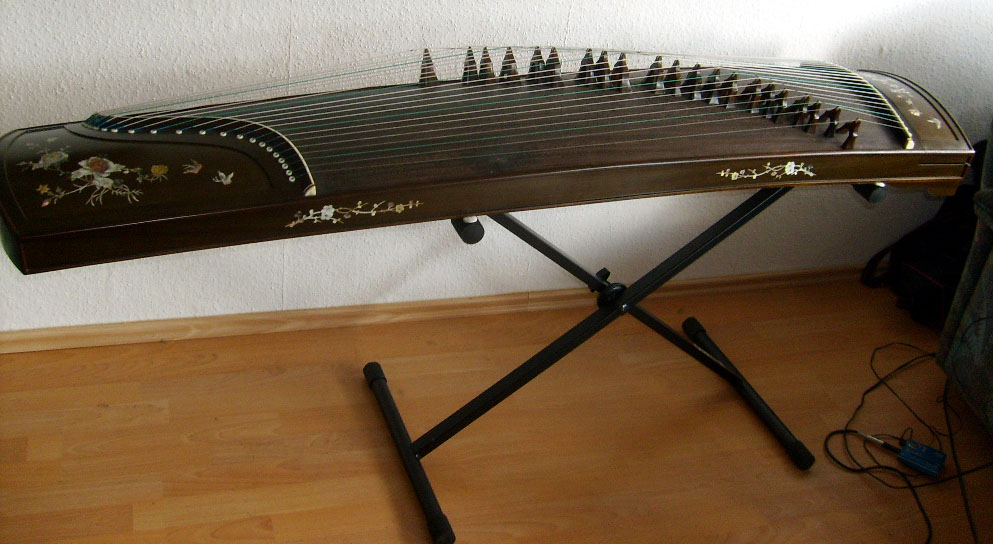
야특

야특(Яатга)은 몽골의 현악기이다. 다양한 종류가 있으나 대표적인 종류는 21현식, 소형으로 13현식이 많이 사용된다고 한다.